# 하이키역
하이키역(일본어: 早岐駅)은 일본 나가사키현 사세보시에 위치한 규슈 여객철도의 철도역이다. 사세보 선의 소속역이며, 이 역을 기점으로 하는 오무라 선 등 2개의 노선이 운행 중이다. 섬식 승강장 2면 4선의 구조를 갖춘 지상역이다.

## 타는 곳
| 1 · 2 4 · 5 | ■ 사세보 선 (보통) (마쓰우라 철도 니시큐슈 선 포함) | (하행) | 사세보 · 사자 · 다비라히라도구치 방면            | 니시큐슈 선 직통은 1대만 (1번 승강장으로부터 발차)                           |
| 1 · 2 4 · 5 | ■ 사세보 선 (보통) (마쓰우라 철도 니시큐슈 선 포함) | (상행) | 아리타 · 고호쿠 · 도스 방면                      |                                                                              |
| 1 · 2 4 · 5 | ■ 오무라 선 (쾌속 · 보통)                           |        | 하우스텐보스 · 오무라 · 이사하야 · 나가사키 방면 | 1번 승강장은 사용하지 않음                                                   |
| 2           | □ 특급 '미도리' '하우스텐보스'                      | 하행   | 사세보 · 하우스텐보스 방면                       | 병결 열차는 분할 · 통합을 행함 '미도리'의 일부는 1 · 4번 승강장으로부터 발차 |
| 2           | □ 특급 '미도리' '하우스텐보스'                      | 상행   | 사가 · 신토스 · 하카타 방면                      | 병결 열차는 분할 · 통합을 행함 '미도리'의 일부는 1 · 4번 승강장으로부터 발차 |

## 이용 현황
| 승차 인원 추이 | 승차 인원 추이 |
| 연도           | 1일 평균       |
| -------------- | -------------- |
| 2000           | 1,343          |
| 2001           | 1,333          |
| 2002           | 1,244          |
| 2003           | 1,320          |
| 2004           | 1,307          |
| 2005           | 1,342          |
| 2006           | 1,314          |
| 2007           |                |
| 2008           |                |
| 2009           |                |
| 2010           | 1,392          |

## 역 주변
- 사세보 시청 하이키 지소

## 인접 역
| 큐슈여객철도 사세보 선     | 큐슈여객철도 사세보 선                            | 큐슈여객철도 사세보 선            |
| -------------------------- | ------------------------------------------------- | --------------------------------- |
| 아리타 고호쿠 방면         | ■ 특급 '미도리' · '하우스텐보스' (오무라 선 직통) | 사세보 · 하우스텐보스 사세보 방면 |
| 미카와치 히젠야마구치 방면 | ■ 보통                                            | 다이토 사세보 방면                |
| 큐슈여객철도 오무라 선     |                                                   |                                   |
| 시·종착역                  | ■ 오무라 선                                       | 하우스텐보스 이사하야 방면        |